# گورستان و محوطه گرتک ۱
گورستان و محوطه گرتک ۱ در شهرستان چرداول، بخش شیروان، محدوده جنگلی واقع شده و این اثر در تاریخ ۱۷ اسفند ۱۳۸۱ با شمارهٔ ثبت ۷۹۸۱ به‌عنوان یکی از آثار ملی ایران به ثبت رسیده است.